# Des Peres
Des Peres é uma cidade localizada no estado americano do Missouri, no Condado de St. Louis.

## Demografia
Segundo o censo americano de 2010, a sua população era de 8373 habitantes.
Em 2006, fora estimada uma população de 8626, um aumento de 34 (0.4%) face a 2000.

## Geografia
De acordo com o United States Census Bureau tem uma área de 11,4 km², dos quais 11,4 km² cobertos por terra e 0,0 km² cobertos por água.

## Localidades na vizinhança
O diagrama seguinte representa as localidades num raio de 4 km ao redor de Peres.